# Протокатедральний собор всіх святих українського народу (Підгайці)
Протокатедральний собор всіх святих українського народу в Підгайцях — парафія і храм греко-католицької громади Підгаєцького деканату Бучацької єпархії Української греко-католицької церкви в місті Підгайці Тернопільського району Тернопільської области.

## Історія храму
Парафію було утворено у 1990 році. Спочатку греко-католики проводили богослужіння біля церкви Успіння Пресвятої Богородиці, що належала вірянам УАПЦ (нині ПЦУ). У 1995 році вони збудували капличку Всіх святих українського народу, де відправи тривали до 2004 року.
Храм, що належить вірянам ПЦУ, був збудований у 1650 році за кошти Анни Могилянки. З XVIII століття і до 1946 року він належав до УГКЦ, а у 1946–1990 роках перебував у структурі РПЦ. 24 вересня 1995 року відбулося освячення наріжного каменя під будівництво нового храму, яке провів владика Михаїл Колтун, ЧНІ. Будівництво завершилося 26 червня 2004 року, а освятив храм владика Бучацької єпархії Іриней Білик. Храм збудовано за кошти парафіян, діаспори та БО «Церква в потребі». Головний архітектор — Михайло Нетриб'як. 10 липня 2011 року іконостас, виготовлений М. Андрусевичем і Б. Барною, освятив владика Димитрій Григорак.
У 1925 році під опікою о. Михайла Блозовського в Підгайцях засновано «Пласт», який відродився при церкві у 2005 році. На парафії відбувалися візитації владик Іринея Білика (2007) та Димитрія Григорака (2012), а також проводилися Святі Місії. При парафії діють спільноти «Матері в молитві» та «Жива Вервиця», а також братства «Матері Божої Неустанної помочі», «Апостольство молитви» та «Вівтарна дружина».

## Парохи
- о. Іван Токар (1917),
- о. Юліан Фіцало,
- о. Петро Наболотний,
- о. Юрій Бернат,
- о. Зеновій Кузьмович,
- о. Михайло Блозовський,
- о. Пишківський,
- о. Василь Костюк,
- о. Ярослав Княгиницький,
- о. Євстахій Гайдукевич,
- владика Павло Василик (з 1973),
- о. Микола Сімкайло (з 1974),
- о. Степан Захарків, ЧНІ (з 1974),
- о. Омелян Гадзевич,
- о. Павло Коваль,
- о. Микола Сабрига, ЧНІ (з 1986),
- о. Василь Семенюк (з 1988),
- о. Василь Івасюк (з 1989),
- о. Микола Мидляк (з 17 березня 1993),
- о. Ігор Комарницьким (з 1997),
- о. Теодор Дяківським (з 2011).